# Handrail

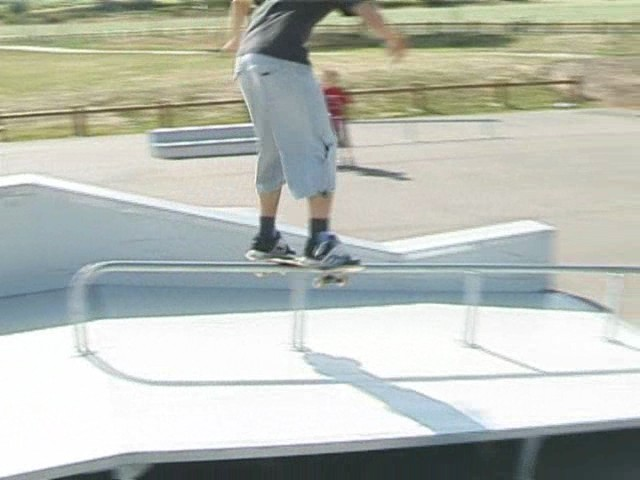
Skater beim Ausführen eines Skateboardtricks auf einem Handrail

Das Handrail (deutsch: Treppengeländer, Haltestange) ist ein Hindernis im Streetskateboarding, seltener auch beim BMX oder Inlineskating. Es ist meistens mit einer Stiege verbunden und wird bergab befahren. Im Unterschied zu einem gewöhnlichen Rail ist das Handrail geneigt oder verläuft waagrecht bis zum Knick, der in der Skateszene als „Kink“ bezeichnet wird, in eine Neigung.
Der erste Handrail-Trick wurde 1986 von Mark „Gonz“ Gonzalez ausgeführt.

## Bedeutende Handrails
Eines der bedeutendsten Rails der Skateszene steht im Columbus Park in New York City. Anthony Van Engelen war der Erste, der dieses Handrail mit einem Ollie over the top to 50-50 skatete. Seitdem stieg der Bekanntheitsgrad dieses Spots kontinuierlich an und das Handrail aus dem Columbus Park ist in zahlreichen Skateclips zu sehen.
Weitere Orte berühmter Handrails sind:
- Beverly Hills High School – Los Angeles
- Union Square – New York City

## Schwierigkeitsgrad
Ein Handrail zu grinden erfordert viel Geschick, setzt andere Skateboardtricks voraus und birgt ein hohes Verletzungsrisiko.